# Oreské (okres Michalovce)
Oreské is een Slowaakse gemeente in de regio Košice, en maakt deel uit van het district Michalovce.
Oreské telt 496 inwoners.